# Sebastian Schleidgen
Sebastian Schleidgen (* 24. März 1980 in Hagen) ist ein deutscher Philosoph.

## Leben
Sebastian Schleidgen studierte von 2000 bis 2007 Philosophie und Soziologie an der Universität Konstanz. Es folgte von 2007 bis 2010 die Promotion im Graduiertenkolleg „Bioethik – Zur Selbstgestaltung des Menschen durch Biotechnologien“ der Deutschen Forschungsgemeinschaft am Internationalen Zentrum für Ethik in den Wissenschaften der Eberhard-Karls-Universität Tübingen mit einer Arbeit über Nachhaltige Entwicklung, menschliche Grundbedürfnisse und Suffizienzgerechtigkeit bei Eve-Marie Engels und Thomas Potthast. Von 2009 bis 2010 war er außerdem Fellow an der Harvard University.
Von 2011 bis 2014 war Schleidgen dann Wissenschaftlicher Mitarbeiter am Institut für Ethik, Geschichte und Theorie der Medizin an der Ludwig-Maximilians-Universität München, von 2015 bis 2017 am Nationalen Centrum für Tumorerkrankungen am Universitätsklinikum Heidelberg sowie von 2017 bis 2019 am Lehrstuhl für Ethik, Theorie und Geschichte der Medizin an der Philosophisch-Theologischen Hochschule Vallendar. Gegenwärtig ist er Akademischer Rat am Institut für Philosophie der FernUniversität in Hagen und Freier Mitarbeiter am Institut für Ethik, Geschichte und Theorie der Medizin der Ludwig-Maximilians-Universität München. Im Tectum Verlag gibt er die Reihe Ethik und Moral heraus.
Schleidgen ist seit 2014 mit der Literatur- und Kulturwissenschaftlerin Nicole Falkenhayner verheiratet. Das Paar hat eine Tochter.

## Forschungsschwerpunkte
Zu Sebastian Schleidgens Forschungsschwerpunkten zählen unter anderem Ethik, Metaethik, Technikphilosophie und Angewandte Ethik, hier insbesondere Medizinethik.

## Publikationen (Auswahl)

### Monografien
- Sebastian Schleidgen: Nachhaltige Entwicklung, menschliche Grundbedürfnisse und Suffizienzgerechtigkeit. Metropolis, Marburg 2022, ISBN 978-3-7316-1512-5 (331 S.).

### Herausgaben
- Orsolya Friedrich, Johanna Seifert und Sebastian Schleidgen (Hrsg.): Mensch-Maschine-Interaktion. Konzeptionelle, soziale und ethische Implikationen neuer Mensch-Technik-Verhältnisse. Mentis, Paderborn 2022, ISBN 978-3-95743-260-5 (387 S.).
- Sebastian Schleidgen (Hrsg.): Gleichheit und Gerechtigkeit. Beiträge zur Egalitarismusdebatte (= Ethik & Moral. Nr. 2). Tctum, Baden-Baden 2017, ISBN 978-3-8288-4096-6 (160 S.).
- Orsolya Friedrich, Diana Aurenque, Galia Assadi und Sebastian Schleidgen (Hrsg.): Nietzsche, Foucault und die Medizin. Philosophische Impulse für die Medizinethik. transcript, Bielefeld 2016, ISBN 978-3-8376-2875-3 (298 S.).
- Sebastian Schleidgen (Hrsg.): Should we always act morally? Essays on Overridingness (= Ethik & Moral. Nr. 1). Tectum, Paderborn 2012, ISBN 978-3-8288-2827-8 (englisch, 190 S.).

### Beiträge in Sammelbänden
- Sebastian Schleidgen: Praktisch wirksame Ethik, Metaethik und empirische Erkenntnis. Eine Verhältnisbestimmung. In: Alexander Max Bauer und Malte Ingo Meyerhuber (Hrsg.): Philosophie zwischen Sein und Sollen. Normative Theorie und empirische Forschung im Spannungsfeld. Walder de Gruyter, Berlin und Boston 2019, ISBN 978-3-11-061204-2, S. 53–71.
- Orsolya Friedrich und Sebastian Schleidgen: Zur Rolle von Selbstbestimmung und Autonomie in John Rawls' kontraktualistischer Begründung eines pluralistischen Egalitarismus. In: Sebastian Schleidgen (Hrsg.): Gleichheit und Gerechtigkeit. Beiträge zur Egalitarismusdebatte. Tectum, Baden-Baden 2017, ISBN 978-3-8288-4096-6, S. 145–157.
- Sebastian Schleidgen und Orsolya Friedrich: Praktische Rationalität und die These des Vorrangs der Moral. In: Martin Hoffmann, Reinold Schmücker und Héctor Wittwer (Hrsg.): Vorrang der Moral? Eine metaethische Kontroverse. Vittorio Klostermann, Frankfurt am Main 2017, ISBN 978-3-465-04276-1, S. 165–178.
- Orsolya Friedrich und Sebastian Schleidgen: Das Verhältnis von Normalität und Normativität im Bereich der Psyche. In: Susanne Beck (Hrsg.): Krankheit und Recht – Ethische und juristische Perspektiven. Springer, Berlin und Heidelberg 2016, ISBN 978-3-662-52650-7, S. 25–38.

### Artikel in Fachzeitschriften
- Sebastian Schleidgen, Orsolya Friedrich, Selin Gerlek, Galia Assadi und Johanna Seifert: The Concept of "Interaction" in Debates on Human-Machine Interaction. In: Humanities and Social Sciences Communications. Band 10, Nr. 551, 2023, ISSN 2662-9992, doi:10.1057/s41599-023-02060-8 (englisch).
- Sebastian Schleidgen, Alexander Kremling, Marcel Mertz, Katja Kuehlmeyer, Julia Inthorn und Joschka Haltaufderheide: How to Derive Ethically Appropriate Recommendations for Action. A Methodology for Applied Ethics. In: Medicine, Health Care and Philosophy. Band 26, Nr. 2, 2023, ISSN 1572-8633, S. 175–184, doi:10.1007/s11019-022-10133-9 (englisch).
- Fabia Gansen, Franziska Severin, Sebastian Schleidgen, Georg Marckmann und Wolf Rogowski: Lethal Privacy. Quantifying Life Years Lost if the Right to Informational Self-Determination Guides Genetic Screening for Lynch Syndrome. In: Health Policy. Band 123, Nr. 10, 2019, ISSN 0168-8510, S. 1004–1010, doi:10.1016/j.healthpol.2019.08.015 (englisch).
- Wolf Rogowski und Sebastian Schleidgen: Using Needs-Based Frameworks for Evaluating New Technologies. An Application to Genetic Tests. In: Health Policy. Band 119, Nr. 2, 2015, ISSN 0168-8510, S. 147–155, doi:10.1016/j.healthpol.2014.11.006 (englisch).